# Acer davidii
Acer davidii Franch. (arce del Padre David) es una especie de arce en el grupo de los arces de corteza de serpiente. Es nativo de China, desde el sur de Jiangsu a Fujian y Guangdong, y del oeste al sureste de Gansu y Yunnan.

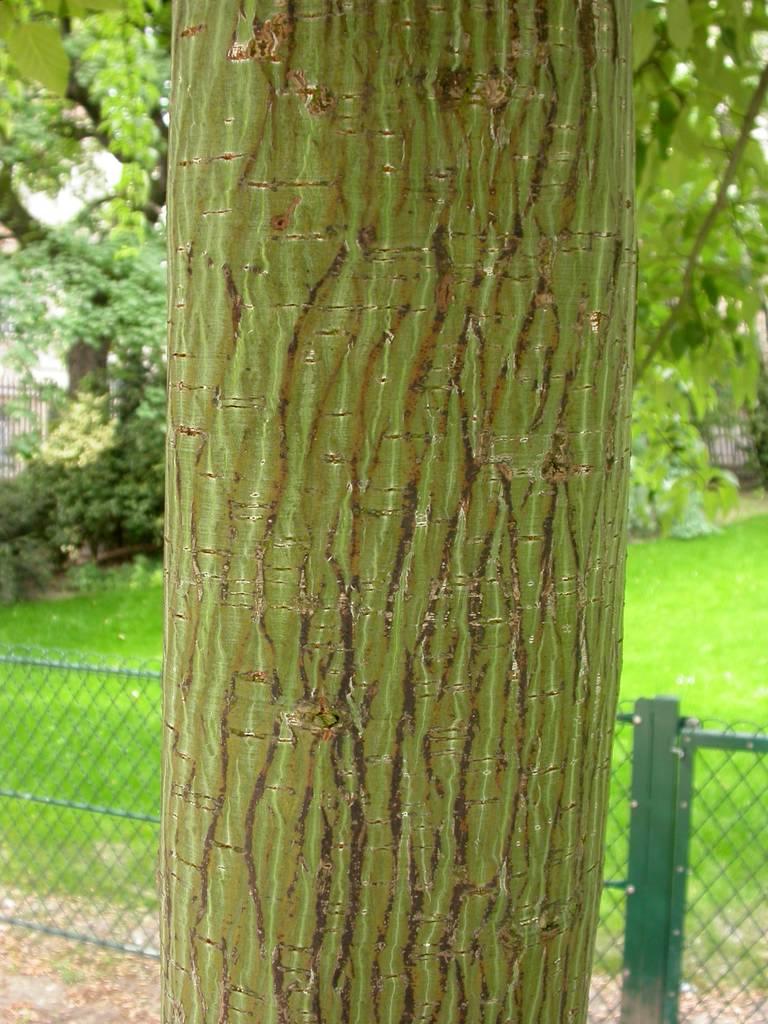
Acer davidii subsp. davidii

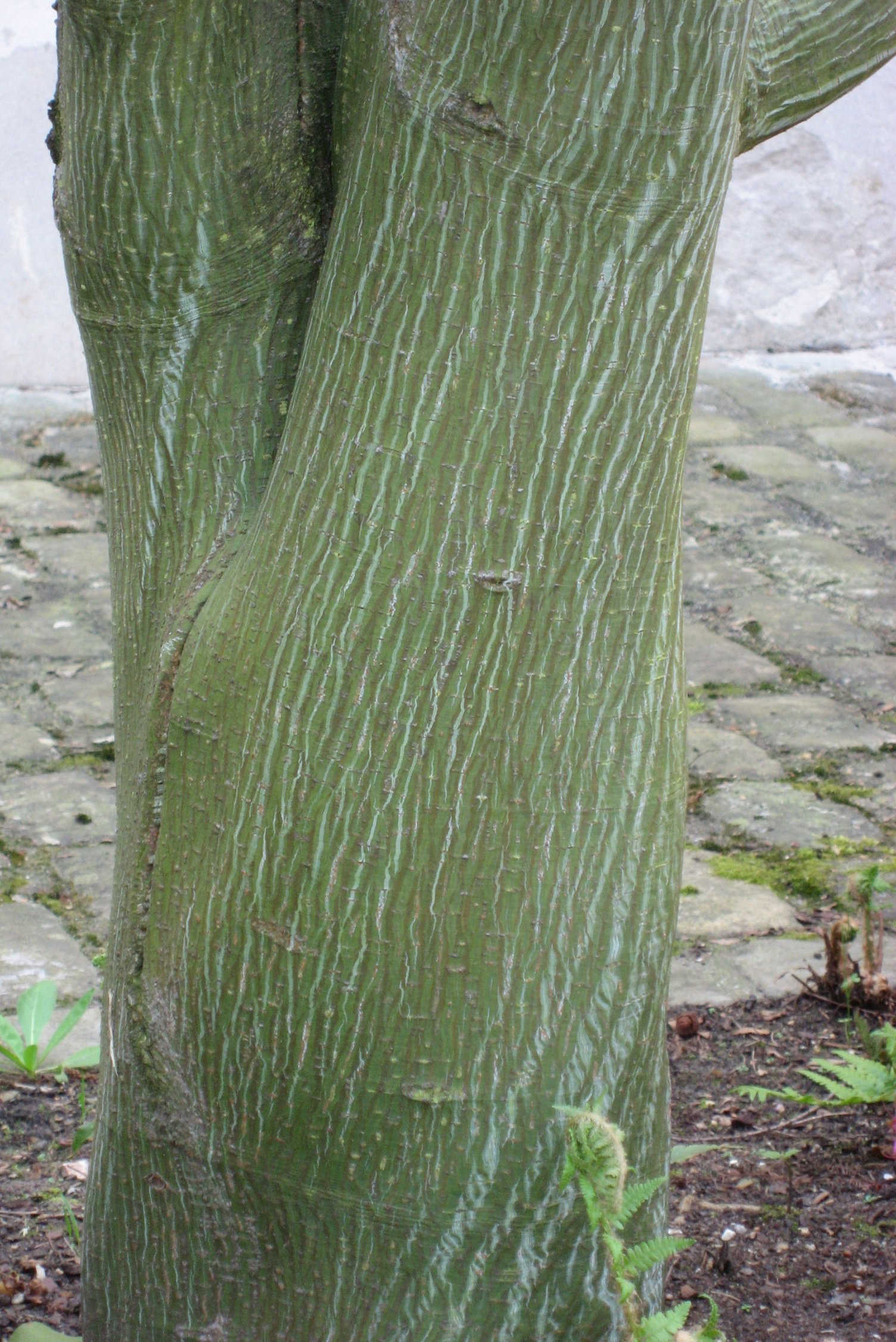
Corteza del cultivar 'Ernest Wilson'

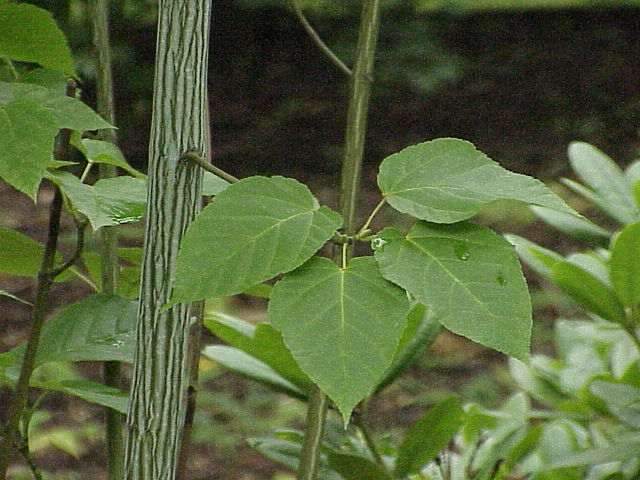
Acer davidii subsp. grosseri

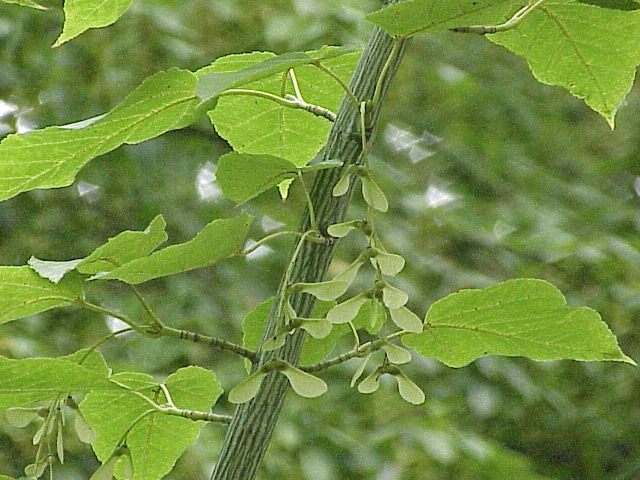
Acer davidii subsp. grosseri

## Descripción
El árbol fue descubierto y descrito por el Padre Armand David que se encontraba en el centro de China como misionero. Fue redescubierto por Charles Maries durante su visita a Jiangsu en 1878.
Es un pequeño árbol caducifolio que alcanza de 10 a 15 m de alto con un tronco de hasta 40 cm de diámetro, aunque generalmente más pequeño y a menudo con troncos múltiples, y una corona extensa, con brazos ramificados y arqueados. La corteza es lisa, verde oliva con las rayas verticales pálidas estrechas regulares en los árboles jóvenes, más difuminadas e irregulares de color marrón grisáceo en la base de árboles viejos. Las hojas son de 6 a 18 cm de largo y de 4 a 9 cm de ancho, con un pecíolo de 3 a 6 cm de largo, son verde oscuro en el haz, más pálidas por el envés, ovoides, sin lóbulos, o débilmente trilobuladas, con un margen serrado. Adquieren un color amarillo brillante, naranja o rojo en el otoño. Las flores son pequeñas, amarillas, con cinco sépalos y pétalos de unos 4 milímetros de largo, se disponen en un racimo de arqueado a colgante de entre 7 a 12 cm que sale a finales de la primavera. Las flores masculinas y femeninas en diferentes racimos. Los frutos son sámaras de 7 a 10 milímetros de largo y de 4 a 6 milímetros de ancho, con un ala de 2 a 3 cm de largo y de 5 milímetros de ancho.

## Cultivo y usos
Junto con A. rufinerve, las dos subespecies del arce del Padre David se encuentran entre las más comúnmente cultivadas de arces de corteza de serpiente. Ambos son relativamente resistentes y con un desarrollo rápido.
Entre los cultivares de A. davidii se encuentra a 'Canton' (un cultivar holandés con una tonalidad púrpura en sus rayas verdes), 'George Forrest' (un cultivar escocés con las hojas grandes y los brotes jóvenes en color rojo oscuro), 'Ernest Wilson' (un espécimen que puede ser visto en el Westonbirt Arboretum en Inglaterra), y 'Serpentine' (un cultivar con las hojas pequeñas, y estrechas). En algunos casos, estos cultivares no pueden ser asignados a una subespecie u a otra sino simplemente se consideran los cultivares de A. davidii.

## Taxonomía
Acer davidii fue descrita por Adrien René Franchet y publicado en Nouvelles archives du muséum d'histoire naturelle, sér. 2, 8: 212, en el año 1885.
Etimología
Acer: nombre genérico que procede del latín ǎcěr, -ĕris = (afilado), referido a las puntas características de las hojas o a la dureza de la madera que, supuestamente, se utilizaría para fabricar lanzas. Ya citado en, entre otros, Plinio el Viejo, 16, XXVI/XXVII, refiriéndose a unas cuantas especies de Arce.
davidii: epíteto otorgador en honor de Armand David.
Variedades aceptadas
Hay dos subespecies, frecuentemente tratadas como especies distintas:
- Acer davidii subsp. davidii. arce del Padre David. Corteza marrón verdosa con las rayas blancas. Brotes verde rosáceos. Color del pecíolo de la hoja del rosa al rojo; margen de la hoja generalmente serrado simple con los dientes de tamaño variable.

- Acer davidii subsp. grosseri (Pax) de Jong. Arce de Her (Acer grosseri Pax; syn. Acer hersii Rehder) Corteza de color verde con rayas de blanco a verde pálido. Brotes de color verde. Verde del pecíolo de la hoja, el margen de la hoja más frecuentemente trilobulado y doble serrado.

Sinonimia
- Acer cavaleriei H.Lév.
- Acer davidii var. glabrescens Pax
- Acer davidii f. glabrescens (Pax) Schwer.
- Acer davidii var. grandifolium S.Y.Liang & Y.C.Huang
- Acer davidii var. horizontale Pax
- Acer davidii f. tomentellum Schwer.
- Acer horizontale Franch. ex W.P.Fang
- Acer laxiflorum var. ningpoense Pax[8]